# 음력 3월 4일
음력 3월 4일은 음력 3월의 4번째 날이다.

## 사건
- 1594년 - 제2차 당항포 해전 발발.
- 2008년 - 대한민국 제18대 국회의원 선거.

## 문화
- 1995년 - KBS 제2FM 볼륨을 높여요 첫방송.

## 같이 보기
- 음력 360일: 1월 2월 3월 4월 5월 6월 7월 8월 9월 10월 11월 12월
- 전날:3월 3일 다음날:3월 5일 - 전달:2월 4일 다음달:4월 4일
- 양력:3월 4일
- 음력, 윤달